# Alexander Pridik

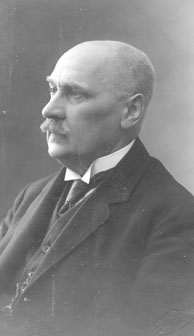
Alexander Pridik, 1920

Heinrich Alexander Pridik (russisch Генрих Александр  Придик; * 12. Januarjul. / 24. Januar 1864greg. in Reval; † 29. Februar 1936 in Dorpat) war ein baltendeutscher Klassischer Philologe und Althistoriker.

## Leben
Alexander Pridik war ein Sohn des russischen Generalmajors Friedrich Heinrich von Wendrich, sein Bruder war der spätere Klassische Archäologe Eugen Pridik. Nach dem Besuch des Gouvernements-Gymnasiums in Reval von 1874 bis 1882 studierte er 1882 bis 1887 an der Kaiserlichen Universität Dorpat sowie 1888 bis 1889 an der Universität Berlin. In Dorpat erlangte er 1888 den Magistergrad. Von 1892 bis 1897 wirkte er als Privatdozent für Klassische Philologie an der Universität Dorpat, von 1897 bis 1904 als Dozent. Ab 1904 war er Professor für griechische Literatur und antike Kunstgeschichte an der Universität Warschau; 1915 wurde er mit der russischen Universität in Warschau nach Rostow überführt. Ab 1920 lebte er in Dorpat, wo er ab 1921 als Professor für Alte Geschichte und Kunstgeschichte lehrte.

## Veröffentlichungen
- De Cei insulae rebus. C. Mattiesen, Dorpat 1892 (Zugleich Dissertation). (PDF; 7,6 MB)
- Der Mitregent des Königs Ptolemaios II. Philadelphos. Dorpat 1924.
- Mut-em-wija, die Mutter Amenhotep’s (Amenophis’) III. Dorpat 1924.
- Wer war Mutemwija? Untersuchungen zur Geschichte der 18. Dynastie. Mattiesen, Tartu 1932.
- König Ptolemaios I. und die Philosophen. Mattiesen, Tartu 1932.
- Berenike, die Schwester des Königs Ptolemaios III Euergetes. Untersuchungen zur Ptolemäer- und Seleukidengeschichte. 2 Bände. Mattiesen, Tartu 1935.